# Expressionism

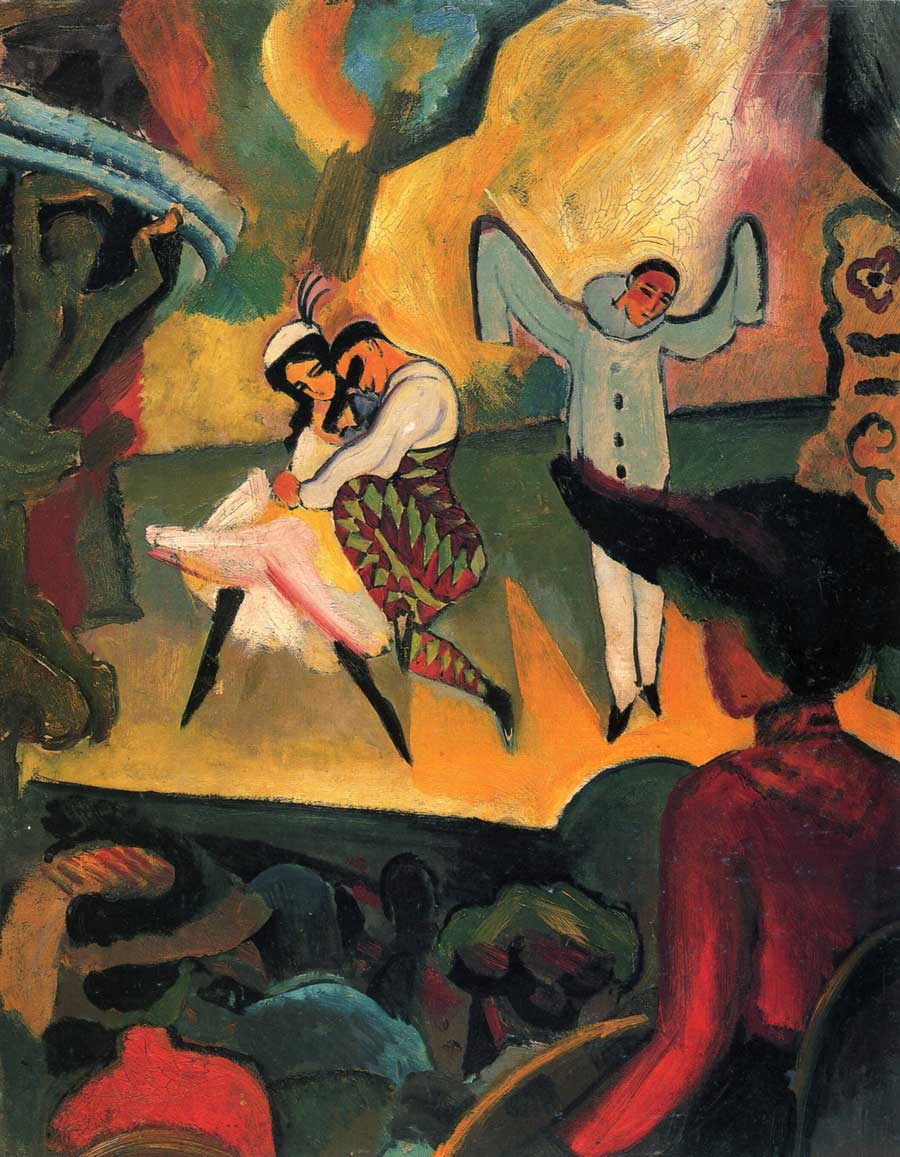
Russisches Ballett 1 (1912) av August Macke

Expressionism (av latinets expressio ’uttryck’) var en stilriktning inom bildkonst, arkitektur, litteratur, teater, film och musik under 1900-talet. Begreppet anses myntat av den tyske konsthistorikern Wilhelm Worringer i hans arbete Abstraktion und Einfühlung (1907). Även en betydande del av expressionismens ideologiska grund tillskrivs Worringer i samma arbete, vid sidan av filosofen Henri Bergsons verk L'Evolution créatrice (1907). En betydelsefull, fördjupande analys av bildkonsten gjordes av Hermann Bahr i essän Expressionismus (1916).

## Den expressionistiska bildkonsten

### Måleri
Inom konsten används termen expressionism för konstverk, där avbildandet av föremål även ger uttryck för konstnärens egna känslor eller inre föreställningsvärld. Inom måleriet förstärks till exempel den känslomässiga effekten av ett medvetet bruk av starka färger, en förvrängning av formerna och så vidare. I den betydelsen kallas ibland målningar av El Greco och Matthias Grünewald expressionistiska, även om termen vanligtvis begränsas till att gälla konstnärer från de senaste hundra åren. 
Som föregångare betraktas Vincent van Gogh, men den som främst lanserade expressionismen som konstnärlig riktning i Frankrike var Henri Matisse. Han betonade det väsentliga i tingen, deras "uttrycksvärde", och ville befria konsten från dess beroende av den tillfälliga företeelsen, som impressionismen ålagt sig. Man menade sig därför stå i opposition till impressionismen, men tog samtidigt till sig sena impressionister som Paul Cézanne och Paul Gauguin.
I Frankrike blev fauvismen ett samlingsnamn för expressionismens förespråkare och denna fick även stort inflytande över svensk konst. Genom den ryske målaren Vasilij Kandinskij introducerades stilriktningen i Tyskland. Hans tankar om konstens andlighet förde honom vidare in i tidig abstrakt konst. Oskar Kokoschka, Franz Marc och Emil Nolde är några andra tyskspråkiga företrädare. De mest medvetna expressionistiska grupperingarna grundades i Tyskland i början av 1900-talet. Mest berömda är Brücke och Der Blaue Reiter. Inflytandet från Edvard Munch var i detta sammanhang ansenligt.
Andra betydande expressionister inom bildkonsten är Chaim Soutine, Georges Rouault och Max Beckmann.
I Sverige tog Falangen upp expressionismens idéer. Bland ledande svenska expressionister märks John Jon-And, Martin Emond, Anna Brandt och Isaac Grünewald.

### Skulptur
Inom skulpturen blev Auguste Rodins lite mer summariska återgivningar av människokroppen en inspirationskälla. Influenser hämtades även från folkkonsten. Bland skulptörerna inom expressionismen märks Ernst Barlach, Wilhelm Lehmbruck, Antoine Bourdelle, Aristide Maillol, Alexander Archipenko och Jacob Epstein.

### Bildkonstnärer (urval)
| - Vincent Van Gogh - Alexander Archipenko - Ernst Barlach - Max Beckmann - Antoine Bourdelle - Marc Chagall - George Grosz - Martin Emond - Jacob Epstein - Richard Gerstl - Isaac Grünewald - Gustaw Gwozdecki - Erich Heckel - John Jon-And - Vasilij Kandinskij - Ernst Ludwig Kirchner - Oscar Kokoschka - Wilhelm Lehmbruck | - August Macke - Aristide Maillol - Franz Marc - Henri Matisse - Amadeo Modigliani - Edvard Munch - Emil Nolde - Franz Nölken - Paula Modersohn-Becker - Wilhelm Morgner - Gabriele Münter - Karl Schmidt-Rothluff - Georges Rouault - Egon Schiele - Chaim Soutine - Georg Tappert - Marianne von Werefkin |

### Galleri

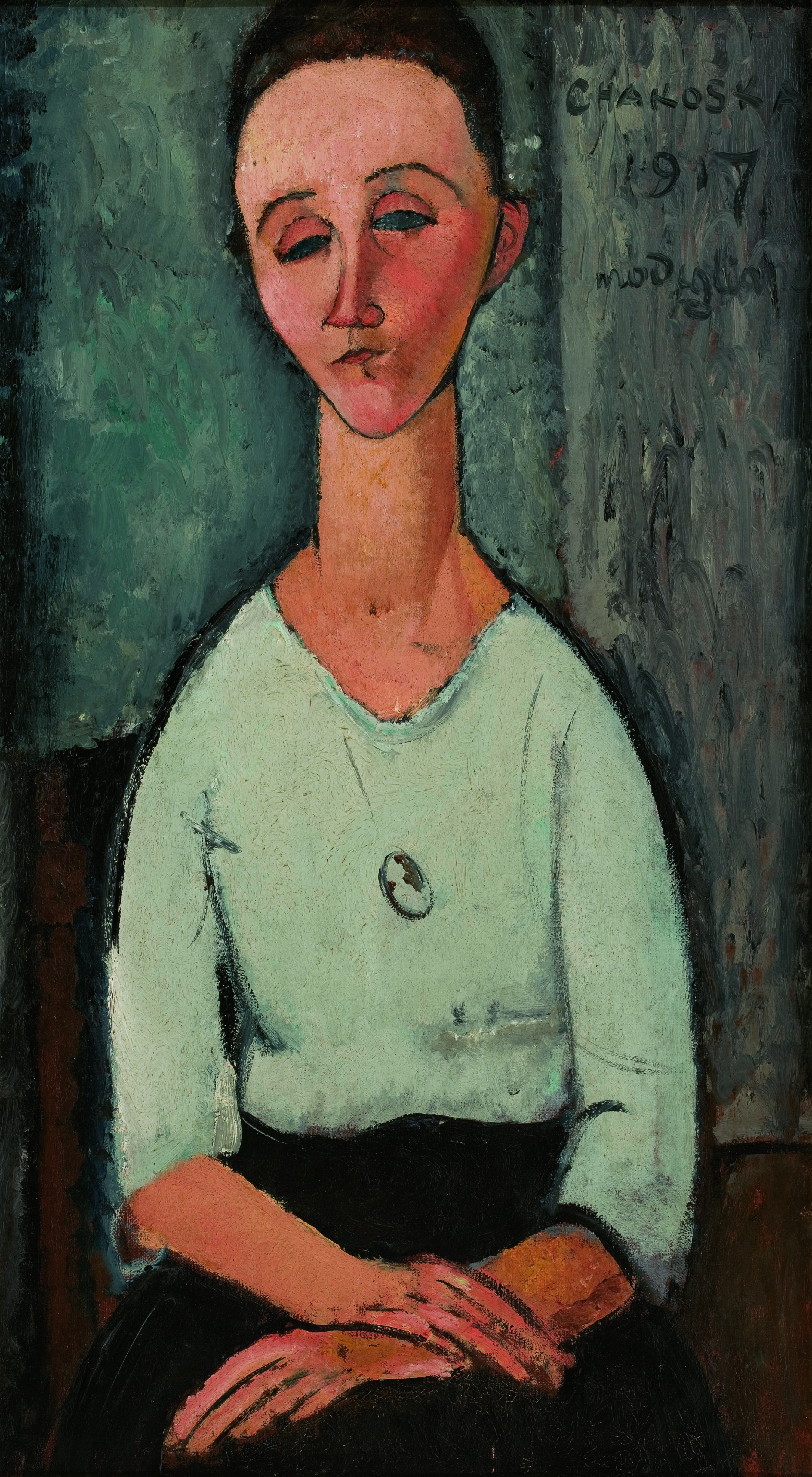
Chakoska av Amadeo Modigliani
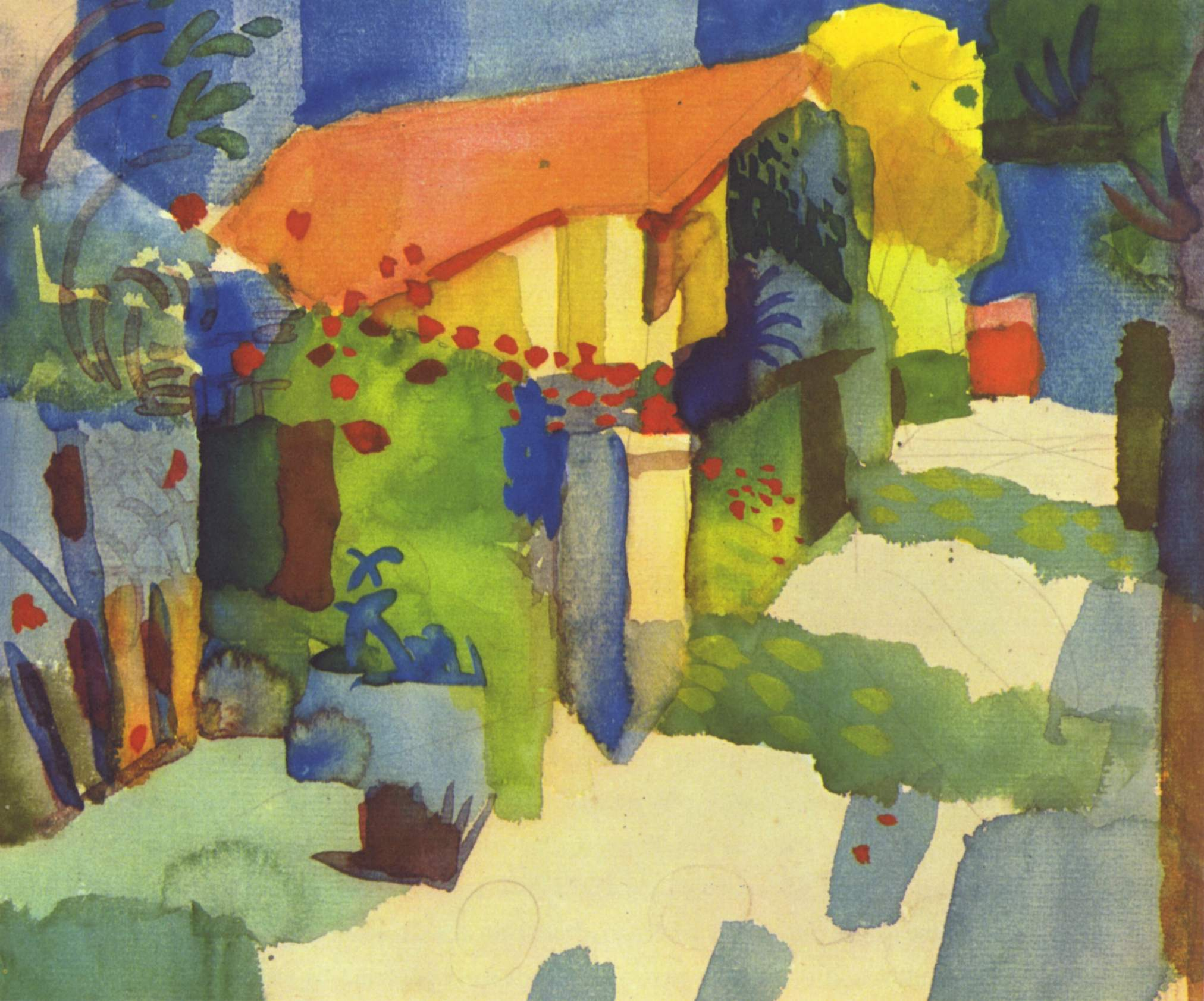
Haus im Garten av August Macke
Selbstporträt mit gesenktem Kopf av Egon Schiele
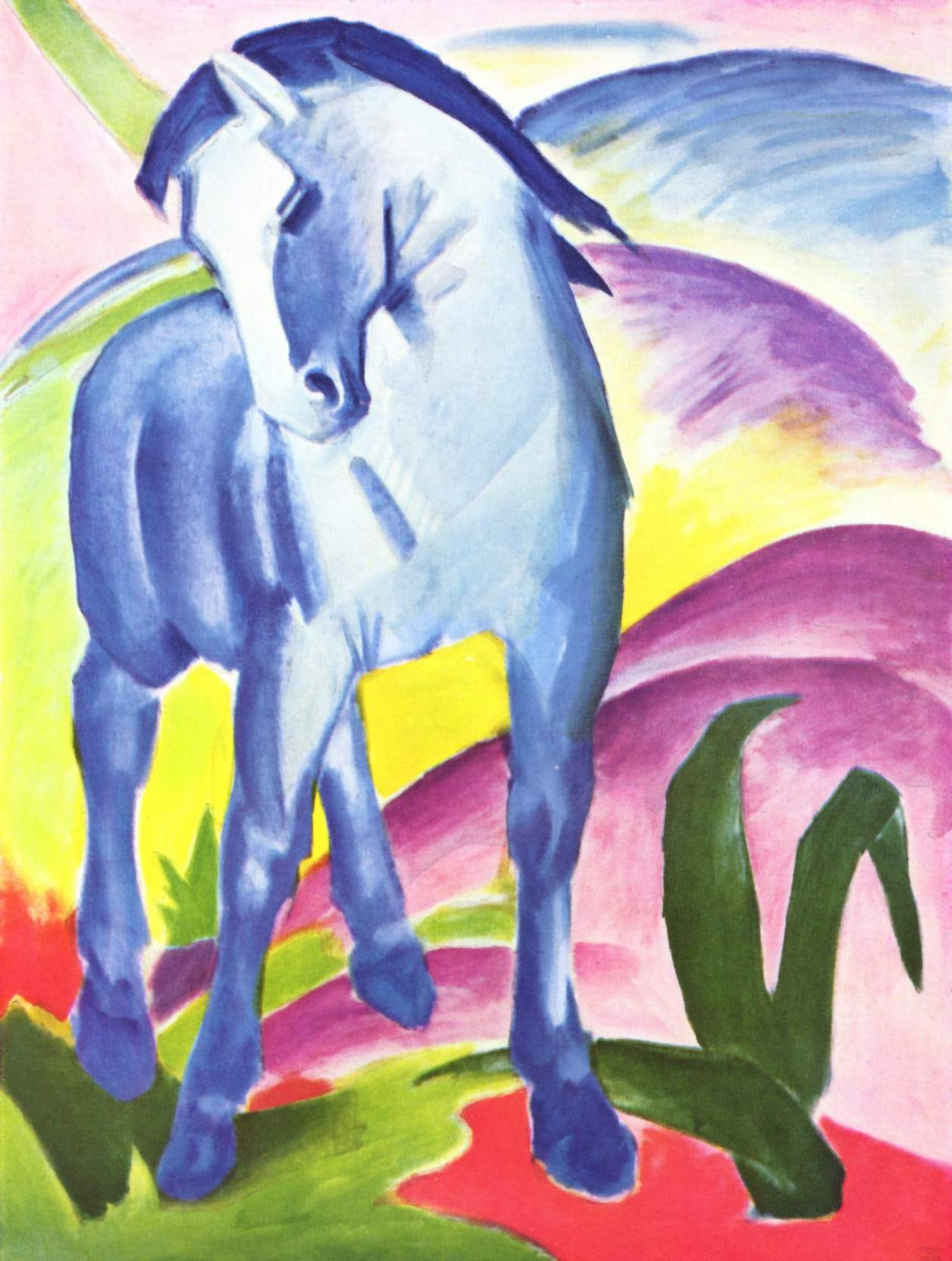
Blaues Pferd I av Franz Marc
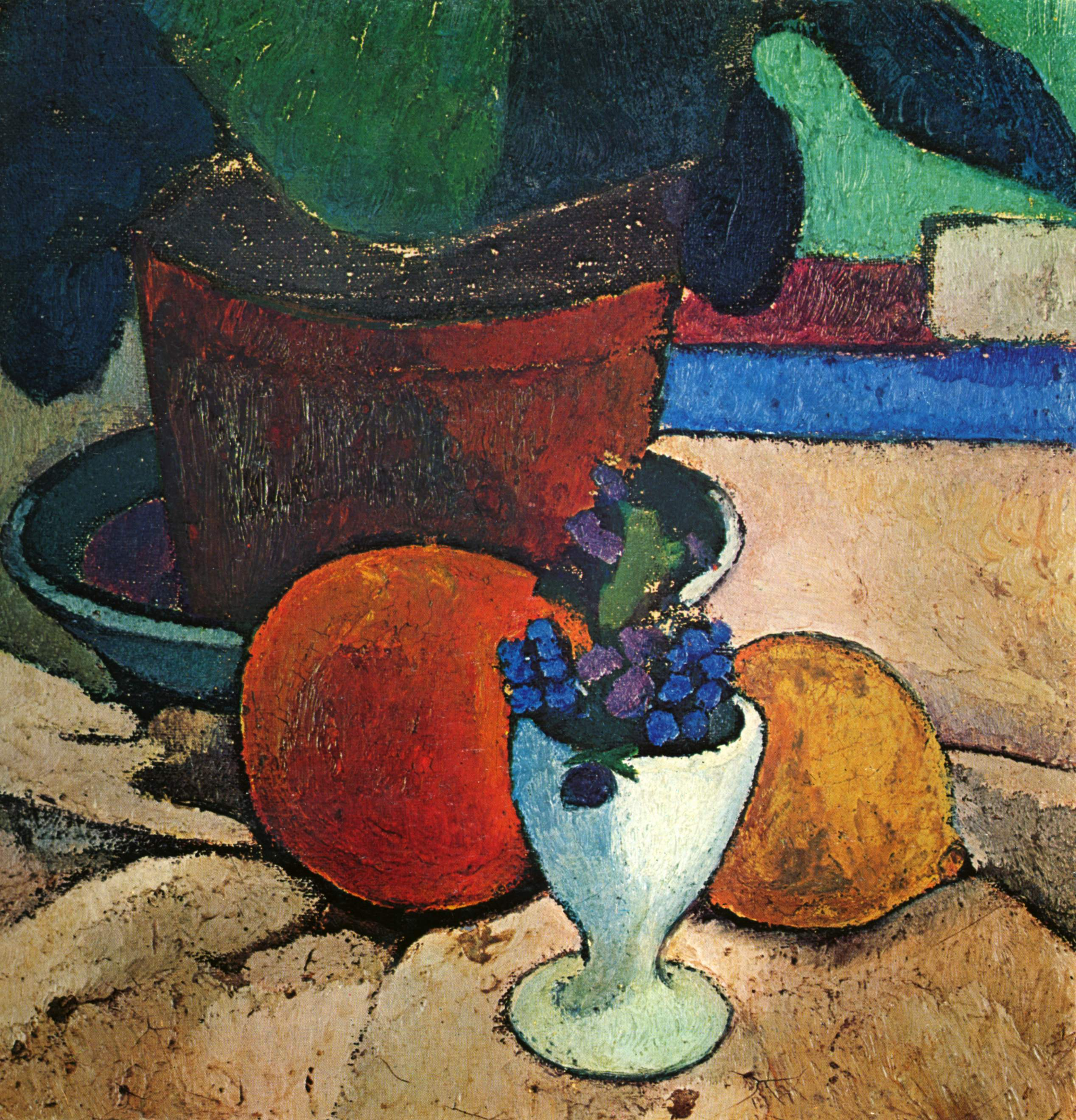
Stilleben mit Blattpflanze, Zitrone und Apfelsine av Paula Modersohn-Becker
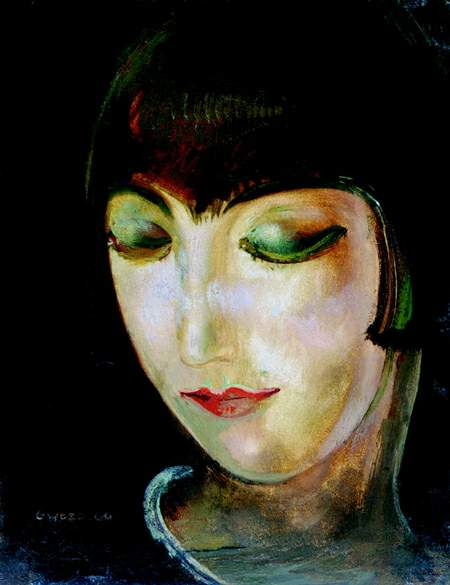
Kiki de Montparnasse av Gustaw Gwozdecki
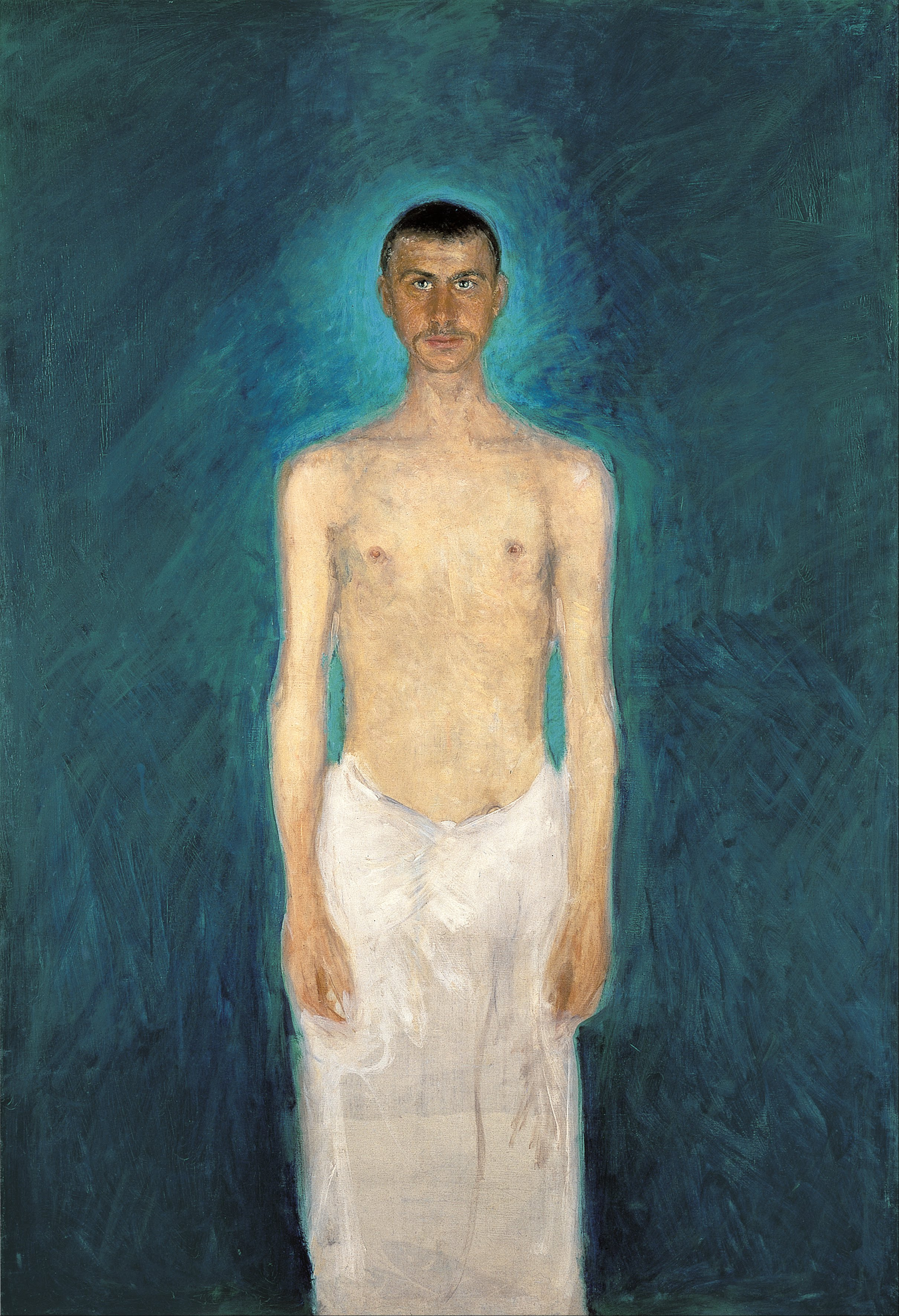
Selbstporträt, Halbakt vor blauem Hintergrund av Richard Gerstl
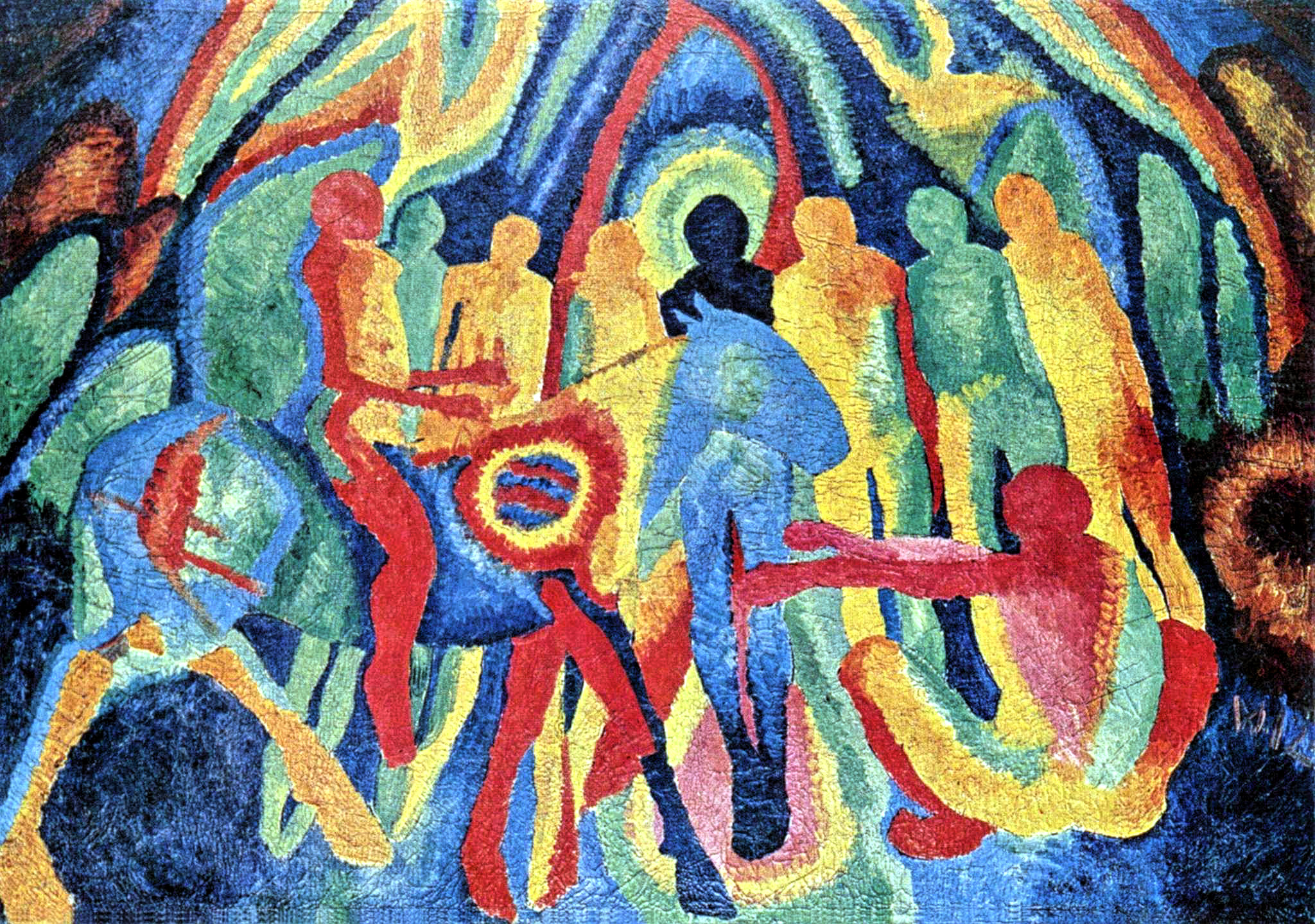
Komposition mit Akten [3] av Wilhelm Morgner (Museum Ostwall), Dortmund

## Den expressionistiska litteraturen
Som föregångare till internationell, expressionistisk dramatik betraktas den sene August Strindberg med bland annat Ett drömspel (1902). Även den unge Pär Lagerkvist hänvisade till Strindberg i ett teatermanifest från 1918 och gestaltade sina synpunkter i bland annat pjäsen Himlens hemlighet 1919. Till  poeter som påverkades av expressionismen hör Edith Södergran. Bland tyskspråkiga företrädare märks Gottfried Benn, Walter Hasenclever, Else Lasker-Schüler och Georg Trakl. Tidskriften Der Sturm blev en banérförare för riktningen i tyskspråkiga länder, tillsammans med Die Aktion. Inom den franskspråkiga litteraturen framträdde Paul Claudel och Maurice Maeterlinck som representanter för expressionism, inspirerade av tidigare symbolistiska författare som Paul Verlaine.

## Den expressionistiska musiken
Inom musiken löser expressionismen av impressionismen. Med denna musikaliska expressionism menas en obenägenhet att gestalta bilder och händelser, och istället bara avspegla en inre musikalisk-konstnärlig upplevelse, frigjord från all iakttagelse utifrån. Huruvida denna beskrivning eller definition av expressionistisk musik också gäller Paul Hindemith tål dock att undersöka, eftersom denne tonsättare skrev flera operor med libretton efter kända expressionistiska teaterstycken, såsom Mörder, Hoffnung der Frauen (1919), Nusch-Nuschi (1921) och Sancta Susanna (1922). Karaktäristiskt för  musiken generellt var annars dess sökande efter helt nya former.

## Andra konstarter
Såväl teater som film förknippas med termen. Emellanåt används den även om arkitektur, i synnerhet om Peter Behrens och Erich Mendelsohns byggnadsverk. Även koreografi och dansuttryck har påverkats av expressionism. I Tyskland återfinns dessutom expressionistiskt kyrkomåleri.